# Port lotniczy Calbayog
Port lotniczy Calbayog (IATA: CYP, ICAO: RPVC) – port lotniczy położony w Calbayog, w prowincji Samar, na Filipinach.

## Linie lotnicze i połączenia
| Linia Lotnicza | Kierunek  |
| -------------- | --------- |
| Cebgo          | 1. Cebu   |
| PAL Express    | 1. Manila |